# Хеер, Адольф
Адо́льф Хе́ер (нем. Adolf Heer) — немецкий скульптор.

## Биография
Будущий профессор Адольф Хеер родился и вырос в семье скульптора Йозефа Хеера из Фёренбаха в Шварцвальде, в независимом в ту пору Великом герцогстве Баден. Он был третьим по старшинству из 10 братьев и сестер, от которых 4 умерли во младенчестве. Первые уроки получил у отца Йозефа и своего дяди Карла Хеера, которые имели своё дело «Братья Хеер» по созданию скульптур. Их бизнес был известен за пределами Фёренбаха. В частности, они участвовали в оформлении церкви при монастыре Св. Петера.
Продолжил изучать скульптуру в школе прикладного искусства в Нюрнберге примерно с 1867 по 1871 годы, а затем, в Берлине в мастерских Рудольфа Зимеринга и Александра Каландрелли, а также в академии художеств (примерно с 1871 по 1873). Работал 2 года в Дрездене у профессора Браймана (1873—1875). С 1877 по 1880 жил в Риме, где продолжал своё художественное образование изучая великие произведения античности.
С 1881 года был профессором в тогдашней школе прикладного искусства в Карлсруэ, которая была его последним местом деятельности вплоть до его смерти в 1898 году. Его преемником был назначен Фридолин Диче (Fridolin Dietsche).

## Избранные работы
- Баден-Баден

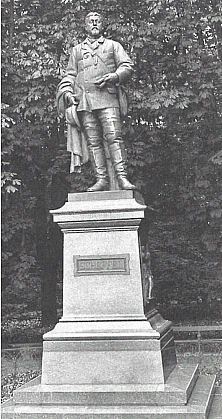
Памятник Йозефу Виктору фон Шеффелю в Хайдельберге (1891). Был расплавлен во время Второй мировой войны.

  - Украшения фигур в купальне императрицы Августы (Kaiserin-Augusta-Bad). Разрушены экскаватором в 1963 году.
- Донауэшинген
  - Скульптурная композиция на ограждении Дунайского источника (Donauquelle), изображающая «мать Баар», которая указывает своей «дочери», дорогу к молодому Дунаю.
- Хайдельберг
  - Фигуры из песчаника в Новой ратуше.
  - Бюст историка литературы Георга Готтфрида Гервинуса на главной башне крепости.
  - Бронзовые фигуры "наука и слава" для актового зала университета.
- Карлсруэ
  - Аллегорические фигуры скульптурной группы «Праздник радости и славы» у северного входа в Фестхалле. Были разрушены взрывом бомбы.
  - Гробница поэта Йозефа Виктор фон Шеффеля на Главном кладбище в Карлсруэ
  - Конная статуя императора Вильгельма I (1890—1897) с четырьмя аллегорическими фигурами. Аллегорические фигуры были переплавлены в 1943 году. Сохранилась только гипсовая модель, которая хранится в частных руках.
- Нойдинген[нем.]
  - Две фигуры ангелов на могиле княгини Марии
- Оснабрюк
  - Конная статуя императора Вильгельма I (1898, копия памятника в Карлсруэ). Была переплавлена в 1942 году. Пустой постамент был снесён только после Второй мировой войны.
- Бюст неизвестной (возможно, сестры или родственницы)
- Скульптуры двух ангелов в мавзолее принца Альберта (по заказу королевы Виктории)
- Бюст Йозефа Виктора фон Шеффеля
- Надгробие на могиле его родственника, художника Иоганна Баптиста Кирнера